# 中南林业科技大学
28°08′21″N 112°59′31″E / 28.13921°N 112.991924°E
中南林业科技大学，或简称林科大，是一所位於中华人民共和国湖南省長沙市的全日制公辦本科高等院校。學校由湖南省人民政府舉辦，並由湖南省政府和國家林業和草原局共建。前身为1958年创建的中南林学院，历经改制变迁，2005年12月更名为中南林业科技大学，延续至今。
现今，中南林业科技大学所設學科以农林类学科為主，但也涵蓋文學、管理學、經濟學、法學等學科，多學科協調發展。建立了學士、碩士、博士完整的學位授權體系，為一所學科門類齊全的綜合性、研究型的大學。中南林业科技大学在经济林、竹木产业等领域的学术研究实力也居于中國领先地位。该校为还是中國恢复招收研究生制度后，湖南省最早招收研究生的高等院校之一，更为湖南省第一个拥有研究生院的省属高校，并具有研究生推免资格。学校也被中華人民共和國國家發展和改革委員會与中华人民共和国教育部列入国家“中西部高校基础能力建设工程”高校，也是湖南省“国内一流大学”建设高校。

## 历史沿革
1958年，湖南省人民委員會同意成立湖南林学院。1963年，湖南林学院与华南农学院林学系合并，在广州成立中南林学院。
1974年，学校迁回湖南省，并在湖南溆浦县洑水湾（今大江口鎮）办学，其校址迄今仍然留存于当地。1978年7月，中华人民共和国国务院批准学校恢复“中南林学院”校名。1980年，林业部亦批准学校在株洲市郊区修建新校舍。1981年，部分新校舍建成，学院开始向株洲搬迁，1985年，该校完全迁入株洲市:1728。
2002年6月，中南林学院成立独立学院涉外学院。2003年，学校主体迁往长沙市。在此期间，湖南林业学校、湖南林业技工学校、湖南省农业机械研究所、湖南经济管理干部学院等一些学校也相继并入该校。
2005年12月，中华人民共和国教育部同意学校由中南林学院更名为中南林业科技大学。

## 校园环境
学校本部位于长沙市天心区文源街道韶山南路，邻近湖南省林业科学院、中南大学铁道学院校区及長沙地鐵1號線铁道学院站，聯外交通較為便利。校区处于亚热带季风气候区，春季多雨，夏秋天气较为晴朗，冬季较为短暂。校内地形以小山丘为主，校内教学楼区、学生宿舍区、校园游憩区草木蓊郁，环境优美简洁。

## 学术研究

### 院系设置

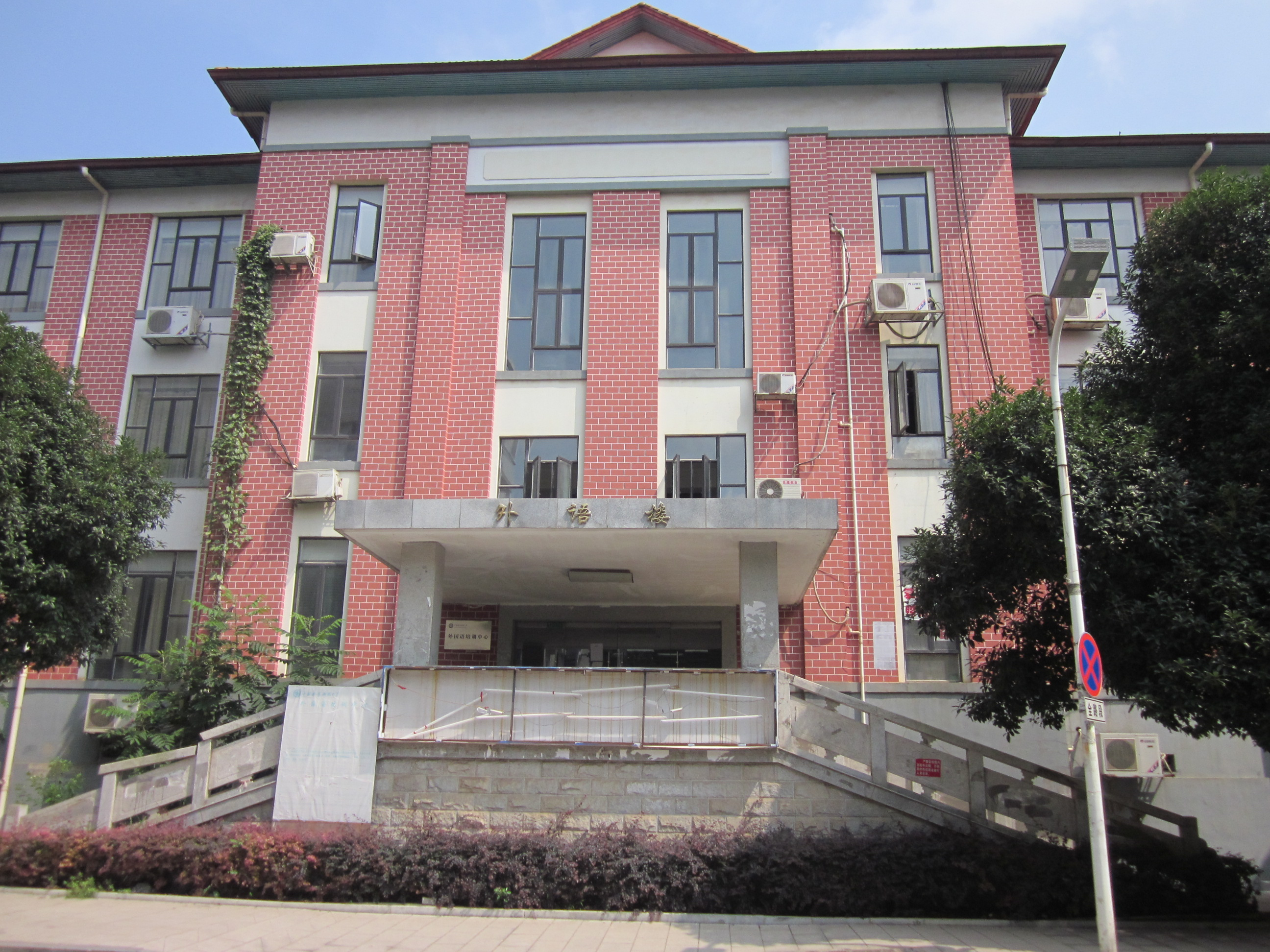
中南林业科技大学外国语学院大楼

1976年，中南林学院仅开设2个系6个专业。在1977年恢复高考制度后，系所数量不断增加。学校有博士学位授权一级学科6个，硕士学位授权一级学科20个、硕士专业学位授权类别16个，开设80个本科专业。其中也不乏实力强劲之科系，有国家特色重点学科2个、国家重点培育学科3个、国家林草局重点培育学科5个、湖南省国内一流建设培育学科6个、自主设置交叉学科1个。其中，该校农业科学、工程学、生态环境学3个学科进入ESI全球排名前1%。除了农林与生物类学科外，英文、机械设计制造及其自动化、计算机科学与技术等学科也开始受到重视，教学质量也得到了国家教育部的认可。
| 教学单位名称             | 学科                                                                                           | 网页 |
| ------------------------ | ---------------------------------------------------------------------------------------------- | ---- |
| 林学院                   | 林学、经济林、森林保护、园艺、水土保持与荒漠化防治、土地资源管理                               | ※    |
| 生命科学与技术学院       | 生物技术、生物工程、生态学、生物科学                                                           | ※    |
| 材料科学与工程学院       | 木材科学与工程、林产化工、森林工程、高分子材料与工程、材料化学、化学工程与工艺、材料科学与工程 | ※    |
| 机电工程学院             | 机械设计制造及其自动化、材料成型及控制工程、车辆工程、能源与动力工程、新能源科学与工程         | ※    |
| 物流与交通学院           | 物流管理、物流工程、供应链管理                                                                 | ※    |
| 风景园林学院             | 建筑学、城乡规划、风景园林、园林                                                               | ※    |
| 家具与艺术设计学院       | 工业设计、家具设计与工程、视觉传达设计、环境设计、产品设计                                     | ※    |
| 计算机与信息工程学院     | 电子信息工程、通信工程、人工智能、自动化、计算机科学与技术、软件工程                           | ※    |
| 土木工程学院             | 工程力学、土木工程、城市地下空间工程、建筑环境与能源应用工程、测绘工程、工程管理               | ※    |
| 食品科学与工程学院       | 食品科学与工程、食品质量与安全、粮食工程                                                       | ※    |
| 环境科学与工程学院       | 环境工程、环境科学、环境生态工程                                                               | ※    |
| 理学院                   | 信息与计算科学、应用物理学、地理信息科学                                                       | ※    |
| 商学院                   | 市场营销、国际商务、人力资源管理、农林经济管理、会计学                                         | ※    |
| 经济学院                 | 金融学、保险学、国际经济与贸易                                                                 | ※    |
| 外国语学院               | 英文、英文翻译、俄语、法语、日语、朝鲜语                                                       | ※    |
| 体育学院                 | 社会体育指导与管理                                                                             | ※    |
| 旅游学院                 | 旅游管理、酒店管理、会展经济与管理                                                             | ※    |
| 法学院                   | 法学、行政管理、知识产权                                                                       | ※    |
| 音乐学院                 | 音乐表演、舞蹈学                                                                               | ※    |
| 班戈学院（中外合作办学） | 金融学、电子信息工程、林学、会计学                                                             | ※    |
| 马克思学院               | （主管在校生思想政治教育）                                                                     | ※    |

### 师资力量
中南林业科技大学积极吸引人才，至2022年，学校有教职工2,300余人，其中960余人具有高级职称。其中，中国工程院院士1人，双聘院士4人，该校也有不少教员入选长江学者、万人计划、百千万人才、国家优青、国家林业和草原科技创新人才、芙蓉学者、湖南省科技领军人才、湖南智库领军人才等项目。

### 学术资源
中南林业科技大学在林木业类学科领域的学术研究具有一定实力，20世纪80年代，中南林学院教员“利用重松节油研制异长叶桐”、“人造板工业中压机同时闭合装制的理论与设计及其应用”等科研成果就已经获得“国家科学技术进步奖”三等奖，该校也不乏获得湖南省“优秀科技进步奖奖励项目”以及国务院部委级奖励项目的学术成果。学校还有竹业湖南省工程研究中心、湖南省竹木加工工程技术研究中心、生物质材料及其绿色转化技术湖南省重点实验室、农林生物质绿色加工技术国家地方联合工程研究中心等研究中心，其学术研究成果为中国油茶种植、竹木业的进一步发展做出了一定贡献。中南林业科技大学另外在岳阳市平江县有芦头实验林场，可以为该校师生开展定点教学科研。
中南林业科技大学校图书馆于建校之初即成立。截至2022年，该馆有纸质图书248.6万册，拥有各类文献资源数据库60个，电子图书206.5万册，电子期刊5.1万种、累计96.3万册，电子学位论文1155.4万篇。
中南林业科技大学办有《中南林业科技大学学报》、《经济林研究》、《家具与室内装饰》等公开出版刊物。其中《经济林研究》为中国大陆首本经济林综合性科技期刊，该刊主要刊登国内外经济林相关的学术论文，以及关联的科技资讯、发展动态等。《家具与室内装饰》创刊于1994年，该刊也是中国家具协会设计委员会会刊。主要刊登室内、家具文化相关的学术论文、科技资讯，同时传播一些家具设计、室内装饰的理念。

## 校园文化
中國共產黨和中華人民共和國主要領導人之一的陶鑄曾明定今中南林业科技大学的办学方向；现今陶铸也在该校受到纪念，校内有以其名字命名的广场。学校校训为“求是求新，树木树人”，体现了学校重视培养林业人才的目标。校歌则是《科技栋梁之歌》。

## 对外交流
中南林业科技大学與一些國家的高等院校合作舉辦了一些學科。2013年10月，国家教育部批准该校与英国班戈大学联合举办了中南林业科技大学班戈学院，为湖南省首个中外合作办学机构。班戈学院引入英国班戈大学的强势学科及先进的教育理念，采用全英文授课，以培养国际化的人才。在读生也可以以此为平台前往英国留学。中南林业科技大学也是日本國際協力機構“湖南省人材育成事業”的受援高校之一，与日本富山大学等高等院校建立了学科合作交流关系，该校师生也时常前往日本研修，又与日本企業开展共同研究，取得了一定成效。
進入21世紀以來，中南林业科技大学也響應中國政府的「一帶一路」政策，深化與各參與國的合作，不仅积极招收留学生，也积极在外国推广科技成果，提升学校国际影响力。该校参与了巴基斯坦瓜达尔港的绿化建设及“一带一路”热带干旱经济植物重点实验室，帮助巴基斯坦荒漠地区发展经济林，得到了一定的积极反应。

## 知名校友
中南林业科技大学自1958年建校以来，为中国培养了不少农林产业界人才，如中国工程院院士吴义强、曾获“时代楷模”荣誉称号的林学家李保国、中国林科院副院长李向阳等。另外，该校在政界、文艺界也培养了一些人才，如天津市人大常委會主任喻云林、廣西壯族自治區政協副主席刘君、中共重庆市委宣传部常务副部长曹清尧，以及歌手花粥等人。